# Ernst Steinitz

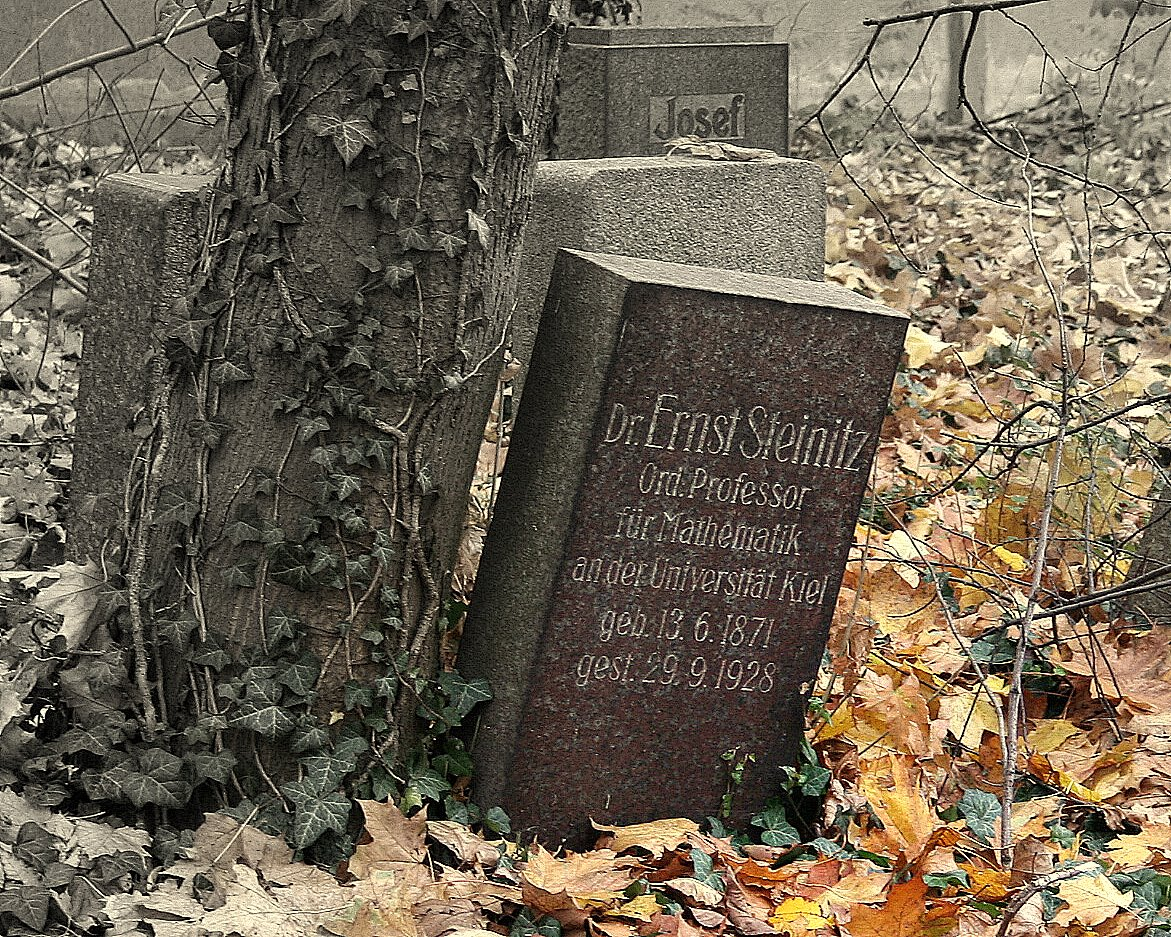
Grób Ernsta Steinitza we Wrocławiu

Ernst Steinitz (ur. 13 czerwca 1871 w Siemianowicach Śląskich, zm. 29 września 1928 w Kilonii) – matematyk niemiecki.

## Życiorys
Urodził się jako syn żydowskiego przedsiębiorcy handlującego węglem Sigismunda Steinitza i jego żony Auguste Cohen. Studiował na Uniwersytecie Wrocławskim i Uniwersytecie Berlińskim, gdzie w 1894 uzyskał tytuł doktora. Następnie pracował w 
Wyższej Szkole Technicznej w Charlottenburgu. W 1910 roku otrzymał propozycję objęcia profesury na Politechnice we Wrocławiu, którą przyjął. 10 lat później przeniósł się do Kilonii, gdzie zmarł w 1928 roku.
Najbardziej znana jest jego praca z 1910 roku zatytułowana Algebraische Theorie der Körper (Algebraiczna teoria ciał), w której podał pierwszą abstrakcyjną definicję ciała. 
Steinitz był też autorem stosowanej do dziś konstrukcji liczb wymiernych jako klasy równoważności względem odpowiedniej relacji określonej w zbiorze par liczb całkowitych. Sformułował twierdzenie, zwane dziś od jego nazwiska twierdzeniem Steinitza o wymianie.
Został pochowany na Nowym Cmentarzu Żydowskim we Wrocławiu, w kwaterze kremacyjnej.